# Phyprosopus fastigiata
Phyprosopus fastigiata là một loài bướm đêm trong họ Erebidae.